# Jacob Paludan
 (juillet 2021).
Si vous disposez d'ouvrages ou d'articles de référence ou si vous connaissez des sites web de qualité traitant du thème abordé ici, merci de compléter l'article en donnant les références utiles à sa vérifiabilité et en les liant à la section « Notes et références ».
Stig Henning Jacob Puggaard Paludan (7 février 1896 - 26 septembre 1975) est un écrivain danois.

## Biographie
Jacob Paludan est le fils de Julius Paludan (1843-1926), historien de la littérature et titulaire de la chaire de littérature comparée à l’Université de Copenhague, et de Gerda Puggaard (1859-1926). Il est d'abord pharmacien dans son pays natal, et puis en Équateur. Après un séjour d'un an aux États-Unis, il débute en 1922 avec le roman De Vestlige Veje (Les chemins de l'Ouest), qui décrit les difficultés de la vie d'un jeune immigrant outre-Atlantique. À partir de 1933, il se consacre exclusivement à son métier d'écrivain.
Son œuvre maîtresse est le roman en deux volumes Jørgen Stein, roman de formation (Bildungsroman), qui raconte la vie d'un jeune homme pendant et après la première guerre mondiale. Écrit en 1932-33, il est traduit en plusieurs langues et constitue l'un des romans-phare de l'entre-deux-guerres au Danemark. Il narre l'histoire d'un jeune homme venant d'une famille bourgeoise provinciale de fonctionnaires, malmené par les bouleversements de son époque. 
D'autres ouvrages marquants, également traduits, sont en 1925 Fugle omkring fyret (Oiseaux autour du phare), qui a pour sujet l'oeuvre destructrice de la technologie sur la nature, ou encore en 1927 son roman Markerne modnes (Les champs qui murissent), dans lequel il raconte l'échec de deux jeunes hommes artistes.
Ses œuvres expriment sa méfiance à l'égard d’une forme d’«américanisation» de la culture européenne. Profondément humaniste et timide, il s'oppose à une culture contemporaine jugée abusivement commerciale. Passionné de musique classique, il voue son temps libre au jeu du violon.
Jacob Paludan a traduit plusieurs livres en danois, notamment Dodsworth de Sinclair Lewis. Il a aussi  contribué avec des chroniques dans différents quotidiens danois.
Jacob Paludan deviendra en 1960 membre de l'Académie danoise et recevra en 1964 son grand prix.